# جون جي. بويلان
جون جي. بويلان هو محامي وسياسي أمريكي، ولد في 20 سبتمبر 1878 في نيويورك في الولايات المتحدة، وتوفي بنفس المكان في 5 أكتوبر 1938. نشط حزبياً في الحزب الديمقراطي. وقد انتخب عضو جمعية ولاية نيويورك ‏ وانتخب عضو مجلس ولاية نيويورك ‏ وانتخب عضو مجلس النواب الأمريكي ‏.